# Cryptoxilos dichromorphus
Cryptoxilos dichromorphus är en stekelart som beskrevs av Henry Lorenz Viereck 1911. Cryptoxilos dichromorphus ingår i släktet Cryptoxilos och familjen bracksteklar. Inga underarter finns listade i Catalogue of Life.